# Pljeskavica
La pljeskavica, en serbe cyrillique пљескавица, est un hamburger serbe considéré comme un plat national.
La pljeskavica est originaire de Serbie mais elle est également préparée en Bosnie-Herzégovine, Albanie, Macédoine du Nord, Kosovo et en Croatie. Elle peut être trouvée dans le Banat historique (en Serbie, en Hongrie et en Roumanie) ainsi qu'en Slovénie et en Bulgarie. Traditionnellement, la pljeskavica est un mélange d'agneau, de bœuf et d'oignons grillés, servi chaud dans un somun (un épais pain pita).
Le plat serbe gagne en popularité au sein de l'Europe. Il est servi dans beaucoup de fast foods, principalement en Allemagne et en Autriche.
Lors de la dégustation, on y ajoute souvent plusieurs ingrédients tels que des épices, du ketchup, de la mayonnaise, du kajmak, de la tomate, du concombre, du chou, etc., selon les goûts de chacun.